# Pierre Nommesch
Pierre Nommesch (ur. 16 grudnia 1864 w Greiveldange, zm. 9 października 1935 w Luksemburgu) – luksemburski biskup rzymskokatolicki, biskup ordynariusz luksemburski w latach 1920–1935.

## Życiorys

### Młodość i wykształcenie
Pierre Nommesch urodził się 16 grudnia 1864 w luksemburskim miasteczku Greiweldingen. 

### Kapłan
W wieku 26 lat, w dniu 28 października 1890 roku Pierre Nommesch został wyświęcony na kapłana. 

### Biskup
W dniu 8 marca 1920 papież Benedykt XV mianował go biskupem diecezji luksemburskiej. Sakrę biskupią przyjął z rąk arcybiskupa Sebastiano Nicotry w dniu 25 marca 1920 roku, stając się tym samym trzecim biskupem tejże diecezji. Współkonsekratorami byli: norbertanin bp Thomas Louis Heylen oraz bp Antoine Alphonse de Wachter. Jako dewizę biskupią przyjął słowa "Tuus sum ego " (Jestem Twój). 
Pierre Nommesch został mianowany na biskupa po ponad półtorarocznym okresie sede vacante spowodowanym przywracaniem suwerenności narodowej w Luksemburgu po zakończeniu I wojny światowej. 
Czas jego urzędowania na stolicy biskupiej Luksemburga był czasem pojednywania i porozumienia między państwem a Kościołem. Przyczynił się w znaczący sposób do rozwiązania problemu i osiągnięcia kompromisu w kwestii powrotu katechezy do szkół (bowiem od 1912 roku katechizacja odbywała się w parafiach). Cały okres pełnienia biskupiej posługi przez Pierre'a Nommescha odznaczał się lojalnością wobec luksemburskiej monarchii, ale także wiernością tradycji Kościoła Rzymskiego, oraz wielkim kultem Najświętszej Maryi Panny (co szczególnie widoczne było w planach rozbudowy katedry luksemburskiej, która to rozpoczęła się w 1935 roku i kontynuowana była przez jego następcę, bpa Josepha Laurenta Philippe'a, SCI). Podjął także inne działania duszpasterskie: poprowadził Narodowy Kongres Eucharystyczny w 19254 roku, którego jednym z owoców był wzrost nabożeństwa do Najświętszego Serca Pana Jezusa, zainicjował odbudowę seminarium duchownego w Limpertsberg w 1930 roku, a także doprowadził do konsolidacji stowarzyszeń i ruchów religijnych inspirowane działalnością Akcji Katolickiej. 
Zmarł 9 października 1935 roku w wieku 70 lat.